# Barichneumon neosorex
Barichneumon neosorex là một loài tò vò trong họ Ichneumonidae.